# Eria obscura
Eria obscura är en orkidéart som beskrevs av Leonid Vladimirovitj Averjanov. Eria obscura ingår i släktet Eria och familjen orkidéer.
Artens utbredningsområde är Vietnam. Inga underarter finns listade i Catalogue of Life.